# Gut Eicken

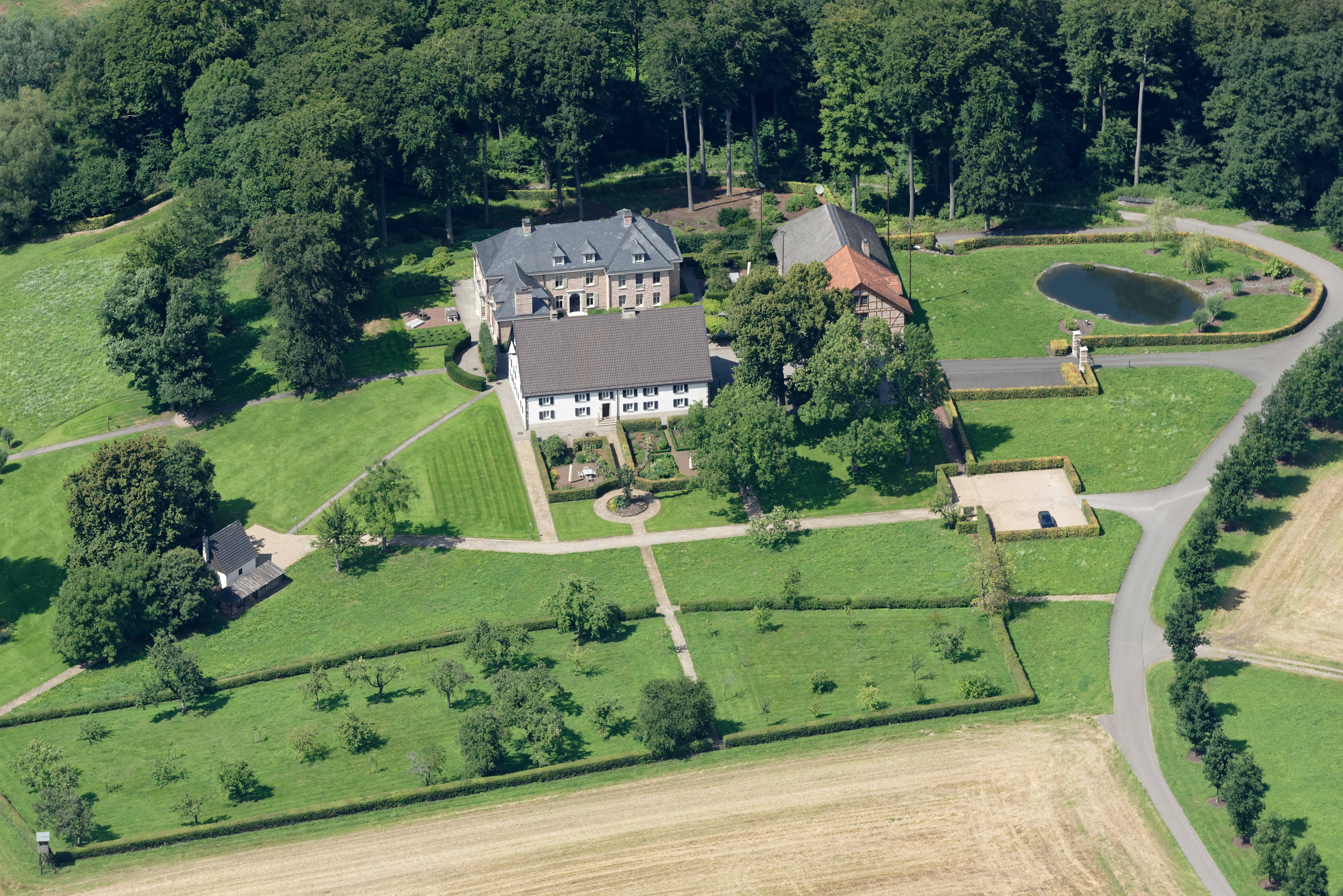
Gut Eicken

Gut Eicken liegt rund 3 Kilometer westlich von der Stadt Werdohl im Märkischen Kreis in Nordrhein-Westfalen.

## Geschichte
Das massive Haupthaus in Form eines niederdeutschen Hallenhauses wurde bereits 1783 erwähnt. Im Jahr 1930 wurde die Halle durch das Einziehen einer Decke und den Einbau von Räumen im Erd- und Obergeschoss ausgebaut. Der Anbau des Kammerfachs erfolgte um 1940. Die Gebäude liegen in einer Parklandschaft mit Teichen. Sie werden über eine lange Zufahrt und ein Tor erschlossen.
Das denkmalgeschützte Haupt- und Backhaus des Gutes wurde am 20. August 1984 in die Liste der Baudenkmäler aufgenommen.